# إليزابيث كرو
إليزابيث كرو (بالإنجليزية: Elizabeth Crow)‏ هي صحفية أمريكية، ولدت في 29 يوليو 1946، وتوفيت في 4 أبريل 2005.